# 茂庭バイパス
茂庭バイパス（もにわバイパス）は、福島県福島市飯坂町茂庭にある国道399号のバイパス道路である。

## 概要
- 起点 - 福島市飯坂町茂庭字軽井沢
- 終点 - 福島市飯坂町茂庭字白小岩
- 全長 - 12.1 km

国土交通省による摺上川ダム建設事業に伴う水没地域の道路付替工事と連携し、茂庭地区の幅員狭小区間の解消を図るために事業化された。起点から飯坂町茂庭字下ノ平までの5.8 kmの区間が先行開通し、残りのカラブ沢橋などを含む6.275 kmが2004年2月13日に開通し、全線が供用された。全線片側1車線で歩道が整備されている。当バイパス北端は当国道有数の悪路区間である鳩峰峠の入口にあたるため、終点付近には峠の通行が禁じられている大型車のための車両転回場が設けられている。

## 道路施設

### 橋梁
軽井沢橋
- 全長 - 117.5 m
- 幅員 - 11.5 m
- 竣工 - 1994年

滑滝橋
- 全長 - 120.0 m
  - 主径間 - 59.5 m
- 幅員 - 11.5 m
- 形式 - 2径間鋼連続箱桁橋
- 竣工 - 1992年
- 施工 - 高田機工・東綱橋梁[3]

新布入川橋（茂庭1号橋）
- 全長 - 19.9 m
- 幅員 - 6.5（13.0） m
- 形式 - 単純PCプレテンＴ桁橋
- 竣工 - 1996年

飯坂町茂庭字黒沢から字樋ノ口に跨り、摺上川支流の布入川を渡る。布入川の砂防護岸の色調に合わせ、高欄が焦茶色に塗装されている。
白鳥橋（茂庭2号橋）
- 全長 - 44.7 m
- 幅員 - 6.5(14.0)m
- 形式 - 鋼単純鈑桁橋
- 竣工 - 2001年

飯坂町茂庭字中茂庭に位置する。総工費は3億1300万円
赤沢弁慶大橋（茂庭3号橋）
- 全長 - 270.0 m
- 幅員 - 14.5 m
- 竣工 - 2001年

屶振橋（茂庭5号橋）
- 全長 - 60.0 m
- 幅員 - 12.0 m
- 竣工 - 2004年

大枝向橋（茂庭6号橋）
- 全長 - 96.0 m
  - 主径間 - 31.02m
- 幅員 - 12.0 m
- 形式 - 3径間PC連結ポステンT桁橋
- 竣工 - 1998年度

飯坂町茂庭字屶振山に位置する。総工費は4億1800万円。
大深谷橋（茂庭7号橋）
- 全長 - 264.0 m
- 幅員 - 11.5 m
- 竣工 - 2004年

小深谷橋（茂庭9号橋）
- 全長 - 220.0 m
  - 主径間 - 108.9 m
- 幅員 - 8.0 m (11.5 m)
- 形式 - 2径間PC連続Tラーメン箱桁橋
- 竣工 - 2004年
- 施工 - オリエンタル白石[7]

地蔵沢橋（茂庭13号橋）
- 全長 - 130.0 m
- 主径間 - 83.0 m
- 幅員 - 6.5(10.5)m
- 形式 - 3径間鋼方丈ラーメン橋
- 竣工 - 2004年
- 施工 - 高田機工[8]

飯坂町茂庭字梨平に位置し、茂庭っ湖に流れ込む地蔵沢を渡る。総工費は9億3300万円
稲塚沢橋（茂庭14号橋）
- 全長 - 44.0 m
- 幅員 - 12.0 m
- 形式 - 単径間鋼単純鈑桁橋
- 竣工 - 2004年
- 施工 - 川崎重工業[9]

茂庭15号橋
- 全長 - 63.0 m
  - 主径間 - 31.0 m
- 幅員 - 6.5(11.0)m
- 形式 - 2径間鋼連続鈑桁橋
- 竣工 - 2004年
- 施工 - 富士車輌[10]

総工費は3億900万円。
背戸ノ沢橋（茂庭16号橋）
- 全長 - 96.0 m
  - 主径間 - 47.3 m
- 幅員 - 8.5 m (12.0 m)
- 形式 - 2径間鋼少数鈑桁橋
- 竣工 - 2004年
- 施工 - 佐藤工業[11]

叶道橋（茂庭17号橋）
- 全長 - 325.0 m
- 幅員 - 11.5 m
- 竣工 - 2004年

八方塚橋（茂庭18号橋）
- 全長 - 67.0 m
- 幅員 - 12.0 m
- 竣工 - 2001年

奥軽井沢橋（茂庭21号橋）
- 全長：90.0m
  - 主径間：34.0m
- 幅員：6.5(11.0)m
- 形式：3径間鋼連続版桁橋
- 竣工：2001年度
- 総工費：4億3600万円[12]。

滑沢橋（茂庭22号橋）
- 全長：69.3m
  - 主径間：33.9m
- 幅員：6.5(9.0)m
- 形式：2径間鋼連続非合成鈑桁橋
- 竣工：2004年
- 総工費：2億4700万円[13]。

カラブ沢橋
- 全長：279.1m
- 主径間：80.04m
- 幅員：6.5(8.5)m
- 形式：4径間PC連続ラーメン箱桁橋
- 竣工：2002年度
- 総工費：16億2500万円 [12]。

### トンネル
大深谷トンネル
- 全長：356.0m
- 全幅：7.5（10.25）m
- 有効高：4.7m
- 工法：NATM工法
- 竣功：2003年5月[16]
- 施工：アイサワ工業

飯坂町茂庭字下釜に位置する。大深谷沢を渡った直後にて尾根を貫く。建設省の摺上川ダム建設事業により建設された。
小深谷トンネル
- 全長：102.0m
- 全幅：7.5（10.25）m
- 有効高：4.7m
- 工法：NATM工法
- 竣功：1999年1月[16]
- 施工：佐藤工業・北新建設

飯坂町茂庭字獅子内に位置する。小深谷沢を渡った直後にて尾根を貫く。国道付替399号2号トンネルとして建設省の摺上川ダム建設事業により1997年度より建設された。

## 沿線
- 摺上川
  - 滑滝
    - 滑滝キャンプ場
- 旧福島市立茂庭小学校
- 摺上川ダム
  - 茂庭広瀬公園